# Rowe
Rowe és una població dels Estats Units a l'estat de Massachusetts. Segons el cens del 2000 tenia 351 habitants.

## Demografia
Segons el cens del 2000, Rowe tenia 351 habitants, 154 habitatges, i 105 famílies. La densitat de població era de 5,8 habitants/km².
Dels 154 habitatges en un 22,7% hi vivien nens de menys de 18 anys, en un 59,1% hi vivien parelles casades, en un 5,8% dones solteres, i en un 31,8% no eren unitats familiars. En el 26% dels habitatges hi vivien persones soles l'11% de les quals corresponia a persones de 65 anys o més que vivien soles. El nombre mitjà de persones vivint en cada habitatge era de 2,28 i el nombre mitjà de persones que vivien en cada família era de 2,75.
Per edats la població es repartia de la següent manera: un 19,7% tenia menys de 18 anys, un 4,3% entre 18 i 24, un 21,1% entre 25 i 44, un 36,2% de 45 a 60 i un 18,8% 65 anys o més.
L'edat mediana era de 48 anys. Per cada 100 dones de 18 o més anys hi havia 93,2 homes.
La renda mediana per habitatge era de 41.944 $ i la renda mediana per família de 53.750$. Els homes tenien una renda mediana de 32.143 $ mentre que les dones 28.438$. La renda per capita de la població era de 28.134$. Cap de les famílies i el 2,8% de la població estaven per davall del llindar de pobresa.